# Granja Dulcinea
La Granja Dulcinea és un establiment comercial situat al carrer de Petritxol, 2 de Barcelona, catalogat com a d'interès (categoria E2).

## Història
Va ser fundada el 1941 per Joan Mach i Elvira Farràs al local on hi havia hagut una taverna des de finals del segle xviii.